# Clayton Keith Yeutter

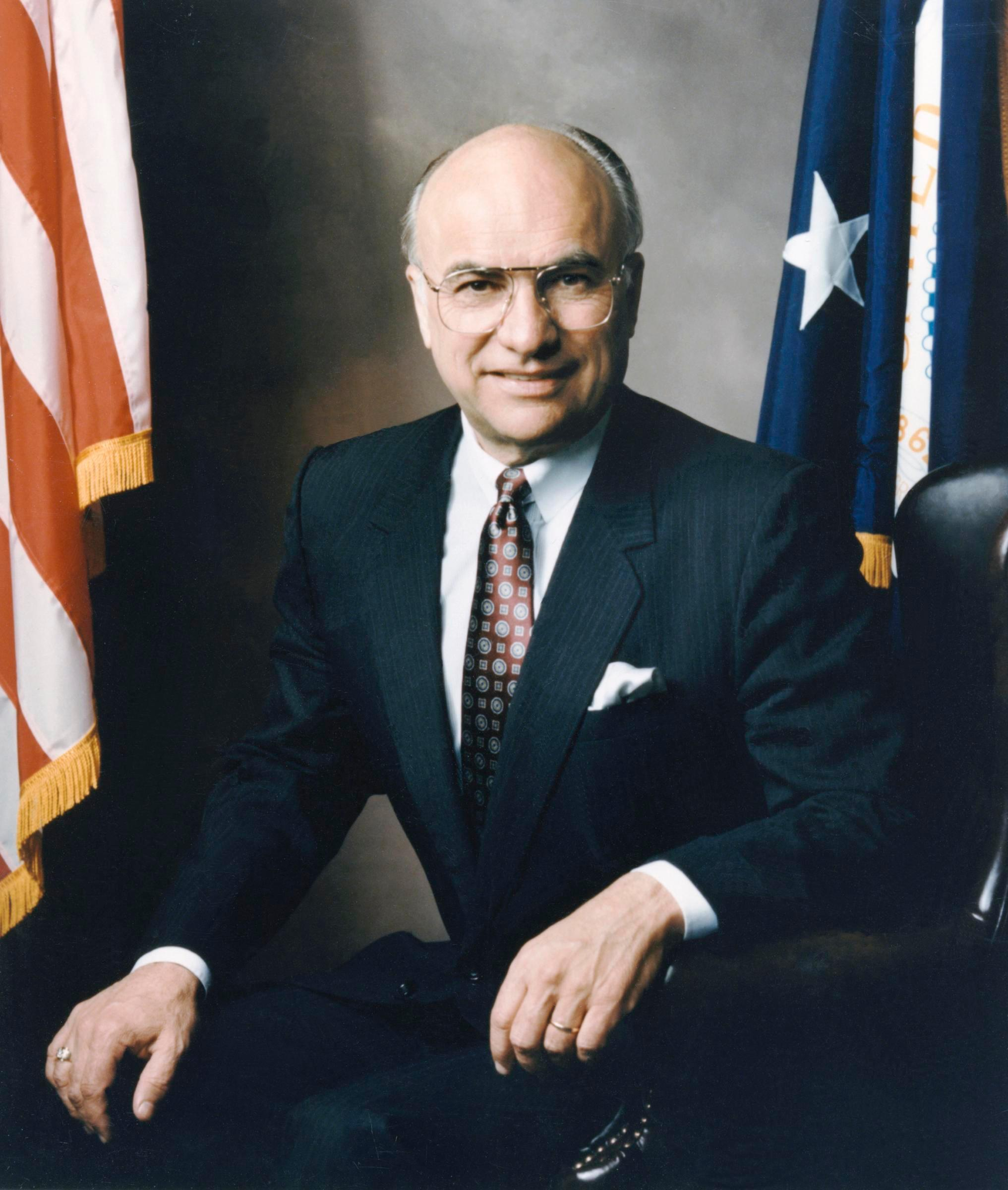
Clayton Keith Yeutter

Clayton Keith Yeutter, [ˈklaɪtən kiːθ ˈjaɪtər], ONZM (* 10. Dezember 1930 in Eustis, Frontier County, Nebraska; † 4. März 2017 in Potomac, Maryland) war ein US-amerikanischer Politiker (Republikanische Partei), der unter vier Präsidenten für die Regierung der Vereinigten Staaten tätig war.

## Berufliche Laufbahn
Von 1952 bis 1957 diente Yeutter in der US Air Force; deren Reserve gehörte er aktiv noch bis 1975 an. Ebenfalls 1952 machte er seinen ersten Abschluss an der University of Nebraska als Bachelor of Science. 1963 graduierte er dort als Juris Doctor, 1966 schließlich als PhD. Während dieser ganzen Zeit kümmerte er sich um seinen 2500 Acre umfassenden Landbesitz in Nebraska, wo er Ackerbau und Viehzucht betrieb.
Nach einer kurzen Zeit als Dozent an seiner ehemaligen Universität sowie als Rechtsanwalt in Lincoln gehörte Yeutter dem Stab des Gouverneurs von Nebraska an. Später wurde er Leiter einer Kooperationseinrichtung der University of Nebraska in Kolumbien, die Hilfe auf technisch-landwirtschaftlichem Gebiet leistete.

## In Diensten von vier Präsidenten

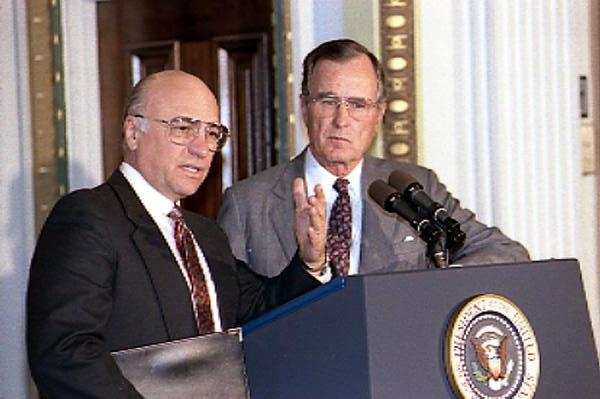
Clayton Keith Yeutter (links) mit US-Präsident George Bush.

1970 erhielt Clayton Yeutter eine Anstellung als stellvertretender US-Landwirtschaftsminister unter Präsident Richard Nixon. Im Vorfeld der Präsidentschaftswahl 1972 wurde er zu einem Regionaldirektor in dessen Wiederwahlkomitee berufen. Unter Nixons Nachfolger Gerald Ford schlossen sich mehrere Regierungsämter an, ehe Yeutter 1977 nach Nebraska zurückkehrte und wieder als Anwalt arbeitete.
Bereits ein Jahr später nahm er den Posten des Präsidenten und CEO der Chicago Mercantile Exchange an, was er bis 1985 blieb. In diesem Jahr trat er unter Ronald Reagan wieder in Regierungsdienste und wurde zum Handelsvertreter der Vereinigten Staaten berufen. Nach der Amtsübernahme von George Bush berief dieser ihn 1989 schließlich als US-Landwirtschaftsminister in sein Kabinett. 1991 verließ er das Ministerium und wurde Vorsitzender des Republican National Committee, ehe er 1992 noch einmal in den Beraterstab von Präsident Bush wechselte.
Nach dem Ausscheiden aus der Politik trat Clayton Yeutter in eine Anwaltskanzlei in Washington ein, wo er sich auf den internationalen Handel sowie Nahrungs- und Landwirtschaftsthemen spezialisierte.